# Mariana Enríquez
Mariana Enríquez (Buenos Aires, 1973. december 6. –) argentin újságíró, regény- és novellaíró. Az „új argentin elbeszélésírás” néven ismert írói csoport tagja. Novellái a horror és a gótika műfajába tartoznak, és olyan nemzetközi folyóiratokban jelentek meg, mint a Granta, az Electric Literature, az Asymptote, a McSweeney's, a Virginia Quarterly Review és a The New Yorker.

## Fiatalkora
Valentín Alsinában, Buenos Aires nagyvárosi kerületének külvárosában nőtt fel. Családjának egy része Argentína északkeleti részéből (Corrientes és Misiones) és Paraguayból származik. Később családjával együtt La Platába költözött, ahol a helyi irodalmi és punk szcéna részévé vált. Ez inspirálta arra, hogy újságírást tanuljon, és a rockzenére összpontosítson.

## Életpályája
Mariana Enríquez a La Plata-i Nemzeti Egyetemen szerzett diplomát újságírásból és társadalmi kommunikációból. Újságíró, a Página/12 művészeti és kulturális rovatának helyettes szerkesztője, és irodalmi műhelyekben tanít.
Enríquez négy regényt publikált, köztük: Bajar es lo peor (Espasa Calpe, 1995), Cómo desaparecer completamente (Emecé, 2004) és Nuestra parte de noche (Anagrama, 2019). Két novelláskötet, a Los peligros de fumar en la cama (Emecé, 2009) és a Las cosas que perdimos en el fuego (Editorial Anagrama, 2016), valamint a Chicos que vuelven (Eduvim, 2010) című novella szerzője. Elbeszélései spanyol, mexikói, chilei, bolíviai és német antológiákban jelentek meg.
A Las cosas que perdimos en el fuego című könyvet 2017-ben Megan McDowell fordította le angolra, és Things We Lost in the Fire címmel jelentette meg a Portobello Books az Egyesült Királyságban és a Hogarth az Egyesült Államokban. 2021-ben McDowell a korábbi Los peligros-t is lefordította The Dangers of Smoking in Bed címmel.
2019-ben elnyerte a Premio Herralde díjat negyedik regényéért, a Nuestra parte de noche (fordításban: Részünk az éjszakából) címűért. Az elmúlt évtizedben Argentínában végzett munkásságáért 2024-ben elnyerte a Platina Konex-díjat.

## Bibliográfia

### Regények
- Bajar es lo peor, 1995
- Cómo desaparecer completamente, 2004
- Éste es el mar, 2017
- Nuestra parte de noche, 2019

### Novellák

#### Gyűjtemények
- Los peligros de fumar en la cama, 2009
- Las cosas que perdimos en el fuego, 2016
- Un lugar soleado para gente sombría, 2024

#### Kisregények
- Chicos que vuelven, 2010
- Ese verano a oscuras, 2019 (illusztrálta: Helia Toledo)

### Non-fiction
- Alguien camina sobre tu tumba : mis viajes a cementerios, 2014
- La hermana menor : un retrato de Silvina Ocampo, 2018
- El otro lado : retratos, fetichismos, confesiones, 2020

### Magyarul megjelent
- Ágyban dohányozni veszélyes (Los peligros de fumar en la cama) – Open Books, Budapest, 2022 · ISBN 9789635721801 · fordította: Pávai Patak Márta
- A tűz martaléka (Las cosas que perdimos en el fuego) – Open Books, Budapest, 2023 · ISBN 9789635721979 · fordította: Pávai Patak Márta
- Részünk az éjszakából (Nuestra parte de noche) – Open Books, Budapest, 2024 · ISBN 9789635721924 · fordította: Pávai Patak Márta

## Fordítás
- Ez a szócikk részben vagy egészben  a   Mariana Enríquez című angol Wikipédia-szócikk fordításán alapul.  Az eredeti cikk szerkesztőit annak laptörténete sorolja fel. Ez a jelzés csupán a megfogalmazás eredetét és a szerzői jogokat jelzi, nem szolgál a cikkben szereplő információk forrásmegjelöléseként.